# 茂原英雄
茂原 英雄（しげはら ひでお、1905年 - 1967年12月8日）は、日本の撮影技師、編集技師、録音技師、実業家である。松竹蒲田撮影所時代の小津安二郎と組んだ技師であり、「茂原式トーキー」とも呼ばれるSMSシステム（スーパー・モハラ・サウンド・システム）の考案者である。茂原研究所代表取締役社長、ラジオ映画監査役を歴任。姓の茂原を「モハラ」と呼ぶのはニックネームである。

## 人物・来歴

### 小津番の撮影技師
1905年（明治38年）、新潟県妙高市の赤倉温泉に生まれる。実家は旅館を営んでいた。
17歳の時上京して、松竹蒲田撮影所（1920年（大正9年）開設）に入社する。1923年（大正12年）には、辻万歳人監督の『温き涙』で佐々木太郎とともに共同撮影をして、技師としてデビューした。1925年（大正14年）、吉野二郎監督の『夕立勘五郎』等の撮影を手がける。1927年（昭和2年）、松竹蒲田の女優・飯田蝶子と結婚する。
1928年（昭和3年）、前年に剣戟映画『懺悔の刃』を撮ってデビューした小津安二郎の第2作である現代劇『若人の夢』の撮影を手がけ、以降「小津番」のカメラマンとなる。
1936年（昭和11年）の初め、小津とのタッグ第31作にあたるサウンド版のサイレント映画『大学よいとこ』の撮影を手がけ、同作は同年3月19日に公開されるが、茂原は蒲田の花街にトーキーの研究施設「茂原研究所」を設け、撮影所が1931年（昭和6年）の五所平之助監督作『マダムと女房』以来、土橋武夫の「土橋式トーキー」を採用するなか、独自にトーキー・システムを研究した。同年、同撮影所は同年1月にすでに大船に完成していた松竹大船撮影所に全機能を移転していたが、小津は初めてのトーキー『一人息子』に小津組以外だれもいない蒲田で取り組み、これを完成させた。同作では、茂原は録音技師となり、撮影は佐々木啓祐番のカメラマン・杉本正二郎が受け持った。

### 録音技術者・茂原
同年、小津組もふくめて大船に異動し、茂原は、五所平之助監督、小原譲治撮影の『新道 前篇朱実の巻』の続篇『新道 後篇良太の巻』の撮影に加わり、小原と共同クレジットされている。同時期、「茂原式トーキー」は新興キネマに採用され、「茂原式新興フォーン」として、同社京都撮影所製作による山内英三監督の『児雷也 前篇 妖雲之巻』、同『児雷也 後篇 変幻之巻』にクレジットされる。現場には『一人息子』の録音助手であった吉川倫治が赴いた。ただし両作は、音響付・セリフなしの「サウンド版」として公開された。
1937年（昭和12年）初め、小津安二郎監督の『淑女は何を忘れたか』の撮影を、小津の『学生ロマンス 若き日』（1929年）以降助手を務めた弟子の厚田雄春とともに手がける。同作の録音技師は「土橋式トーキー」の土橋武夫である。同年、新興キネマ京都撮影所では、森一生監督のトーキー『祐天吉松』の録音を茂原システムで製作、スタッフとして『一人息子』の助手であった吉川、関原松雄らが現場に携わった。茂原は同年、「茂原英朗」の名で佐々木康監督のトーキー『暁は遠けれど』の撮影を務めたのを最後に撮影技師を廃業し、茂原システムに取り組んだ。新興キネマでは、1939年（昭和14年）からは同東京撮影所（現在の東映東京撮影所）でも茂原式を採用し、1941年（昭和16年）の戦時統合による大日本映画製作（大映）への統合まで茂原システムを採用し続けた。このころ、茂原研究所は練馬区に移転している。
第二次世界大戦終了後、茂原研究所を東京都練馬区の南町一丁目（現在の同区羽沢）に構え、1947年（昭和22年）、松竹蒲田撮影所ニュース部出身で新興キネマ東京撮影所の企画部に所属した今村貞雄が設立したラジオ映画株式会社の監査役に就任する。茂原研究所は、1958年（昭和33年）までには株式会社化し、茂原は代表取締役社長に就任している。
1967年（昭和42年）、死去した。享年62。

## フィルモグラフィ
特筆以外はすべて撮影（撮影技師）としてクレジット、新興キネマでは「茂原システム」「茂原式新興フォーン」名義である。

### 松竹蒲田撮影所
1923年
- 『温き涙』 : 監督辻万歳人 - 佐々木太郎と共同撮影

1925年
- 『夕立勘五郎』 : 監督吉野二郎
- 『安全地帯』 : 監督吉野二郎
- 『鬼すゝき』 : 監督吉野二郎
- 『湖畔の悲哀』 : 監督蔦見丈夫

1928年
- 『若人の夢』 : 監督小津安二郎
- 『女房紛失』 : 監督小津安二郎
- 『カボチヤ』 : 監督小津安二郎
- 『引越し夫婦』 : 監督小津安二郎
- 『肉体美』 : 監督小津安二郎

1929年
- 『宝の山』 : 監督小津安二郎
- 『学生ロマンス 若き日』 : 監督小津安二郎 - 撮影・編集
- 『和製喧嘩友達』 : 監督小津安二郎
- 『大学は出たけれど』 : 監督小津安二郎
- 『会社員生活』 : 監督小津安二郎

1930年
- 『結婚学入門』 : 監督小津安二郎
- 『生きる力』 : 監督西尾佳雄
- 『朗かに歩め』 : 監督小津安二郎 - 撮影・編集
- 『青春譜』 : 監督池田義信
- 『落第はしたけれど』 : 監督小津安二郎 - 撮影・編集
- 『その夜の妻』 : 監督小津安二郎 - 撮影・編集
- 『エロ神の怨霊』 : 監督小津安二郎
- 『足に触った幸運』 : 監督小津安二郎
- 『お嬢さん』 : 監督小津安二郎

1931年
- 『淑女と髯』 : 監督小津安二郎 - 撮影・編集
- 『美人と哀愁』 : 監督小津安二郎
- 『東京の合唱』 : 監督小津安二郎 - 撮影・編集

1932年
- 『春は御婦人から』 : 監督小津安二郎
- 『大人の見る絵本 生れてはみたけれど』 : 監督小津安二郎 - 撮影・編集
- 『青春の夢いまいづこ』 : 監督小津安二郎 - 撮影・編集
- 『また逢ふ日まで』 : 監督小津安二郎

1933年
- 『東京の女』 : 監督小津安二郎
- 『非常線の女』 : 監督小津安二郎

1934年
- 『浮草物語』 : 監督 - 撮影・編集

1935年
- 『箱入娘』 : 監督小津安二郎
- 『東京の宿』 : 監督小津安二郎
- 『菊五郎の鏡獅子』 : 監督小津安二郎 - ドキュメンタリー映画

1936年
- 『大学よいとこ』 : 監督小津安二郎

### 松竹大船撮影所
1936年
- 『一人息子』 : 監督小津安二郎、撮影杉本正次郎 - 録音（撮影松竹蒲田撮影所）
- 『新道 後篇良太の巻』 : 監督五所平之助 - 小原譲治と共同撮影

1937年
- 『淑女は何を忘れたか』 : 監督小津安二郎 - 厚田雄春と共同撮影
- 『暁は遠けれど』 : 監督佐々木康 - 「茂原英朗」名義

### 新興キネマ京都撮影所
1936年
- 『児雷也 前篇 妖雲之巻』 : 監督山内英三、録音茂原式新興フォーン・吉川倫治

1937年
- 『児雷也 後篇 変幻之巻』 : 監督山内英三、録音茂原式新興フォーン・吉川倫治
- 『祐天吉松』 : 監督森一生、録音茂原システム・吉川倫治・加藤修弘・関原松雄・武井正二郎

1938年
- 『怪談鴛鴦帳』 : 監督木藤茂、録音茂原システム・加瀬久
- 『金毘羅代参 森の石松』 : 監督押本七乃輔・竹久新、録音茂原式・関原松雄
- 『鏡山競艶録』 : 監督寿々喜多呂九平、録音茂原システム・加瀬久
- 『御存じ紫頭巾』 : 監督木藤茂、録音茂原システム・武井正二郎

1939年
- 『次郎長裸道中』 : 監督押本七乃輔、録音茂原システム・熊谷宏
- 『お伊勢詣り』 : 監督森一生、録音茂原システム・武井正二郎

### 新興キネマ東京撮影所
1939年
- 『母に捧ぐる歌』 : 監督伊奈精一、録音茂原式新興フォーン・神保幹雄
- 『若妻』 : 監督伊奈精一、録音茂原式新興フォーン・神保幹雄
- 『暁の門出』 : 監督伊奈精一、録音茂原式新興フォーン・大本宇一

1940年
- 『秋葉の火祭』 : 監督西原孝、録音茂原システム・奥村雅弘 - 新興キネマ京都撮影所
- 『真人間』 : 監督伊奈精一、録音茂原式新興フォーン・大谷正信

1941年
- 『暖きふる里』 : 監督岡田熱、録音茂原式新興フォーン・大本宇一

## 茂原研究所
- 所在地 : 東京都練馬区南町一丁目3444番
- 電話 : 練馬99-0572 / 練馬99-2910 （1958年当時）

## 註
1. 1 2 3 4 5 6  『日外アソシエーツ whoplus』「茂原 英雄（モハラ ヒデオ，映画技師）」の項
2. 1 2 3 4 5 6  茂原英雄、日本映画データベース、2010年3月2日閲覧。
3. 1 2 3  『松竹大船撮影所秘話 トーキー映画本格始動 古畳で防音を図り撮影』、森田郷平、神奈川新聞、2006年2月20日付記事。
4. 1 2  発掘された映画たち2005、東京国立近代美術館フィルムセンター、2010年3月2日閲覧。
5. ↑  Hideo Shigehara, Internet Movie Database, 2010年3月2日閲覧。
6. ↑  小津安二郎、日本映画データベース、2010年3月2日閲覧。
7. ↑  大学よいとこ、日本映画データベース、2010年3月2日閲覧。
8. ↑  一人息子、日本映画データベース、2010年3月2日閲覧。
9. ↑  新道 後篇良太の巻、日本映画データベース、2010年3月2日閲覧。
10. 1 2 3  茂原システム・茂原式新興フォーン、日本映画データベース、2010年3月2日閲覧。
11. 1 2  児雷也 前篇 妖雲之巻、日本映画データベース、2010年3月2日閲覧。
12. 1 2  淑女は何を忘れたか、日本映画データベース、2010年3月2日閲覧。
13. ↑  祐天吉松、日本映画データベース、2010年3月2日閲覧。
14. ↑  『映画年鑑 1958』、時事映画通信社、1958年、トビラ広告。